# Melarsoprol
Melarsoprol (DCI) é um medicamento utilizado no tratamento da doença do sono, causada pelo Trypanosoma brucei. Também é vendida pelos nomes comerciais "Mel B" e "Melarsen Oxide-BAL".
Melarsoprol também é usado no tratamento da doença de Chagas[carece de fontes?], causada pelo Trypanosoma cruzi.

## Efeitos colaterais
Sendo um composto orgânico tóxico de arsênico, o tratamento com melarsoprol é extremamente perigoso e só é administrado por injeção sob a supervisão de um médico.
É sabido que causa uma série de efeitos colaterais, incluindo convulsões, febre, perda de consciência, feridas na pele, sangue nas fezes, náuseas e vômito. Seu uso é fatal, por si só, em aproximadamente 8% dos casos.

## Alternativas
Eflornitina é um tratamento mais moderno e bem menos perigoso para a doença do sono. Entretanto, é uma droga cara, pouco disponível no mercado e a maior parte do seu suprimento vem de doações de seu fabricante. De qualquer forma, eflornitina somente é efetiva para a forma da doença encontrada na África Ocidental; não produz efeito algum contra a doença do sono da África Oriental.